# Fürstentum Montenegro
Das Fürstentum Montenegro (serbisch Књажевина Црна Гора Knjaževina Crna Gora) bestand vom 13. März 1852 bis zum 28. August 1910. Als Hauptstadt wurde Cetinje gewählt. Von 1906 bis 1918 wurde der Montenegrinische Perper als Währung verwendet. Das Fürstentum umfasste das Kerngebiet des heutigen Montenegros. De jure war es eine Konstitutionelle Monarchie und de facto eine Absolutistische Monarchie. Das Fürstentum wurde von Fürstbischof Danilo I. am 13. März 1852 gebildet, als dieser heiratete und das Fürstbistum Montenegro zum weltlichen Fürstentum umwandelte. Nach der Ermordung Danilos am 13. August 1860 wurde sein Neffe Nikola zum Fürsten Montenegros ernannt. Nikola rief schließlich am 28. August 1910 das Königreich Montenegro aus und wurde zum König gekrönt.

## Schlacht von Grahovac
Nikolas älterer Bruder Mirko Petrović-Njegoš zog am 1. Mai 1858 gegen die Osmanen zu Felde und errang in der Schlacht von Grahovac einen entscheidenden Sieg. Beim Rückzug der Türken fiel den Montenegrinern eine große Menge an militärischer Ausrüstung in die Hände. Diese Kriegsbeute wurde auch in den Unabhängigkeitskriegen von 1862 und 1875–1878 verwendet.
Der Sieg über die Türken hatte zudem eine große diplomatische Bedeutung für Montenegro. Die europäischen Großmächte waren so gezwungen, die Grenzziehung zwischen dem Osmanischen Reich und Montenegro zu regeln. Montenegro bekam Grahovo, Rudine, Nikšićs Župa, mehr als die Hälfte von Drobnjaci, Tušina, Uskoci, Lipovo, Vasojevići und einen Teil von Kuči und Dodoši.

## Fürst
- Danilo (1852–1860)
- Nikola (1860–1910)

## Premierminister
- Lazar Mijušković (1905–1906)
- Marko Radulović (1906–1907)
- Andrija Radovic (1907)
- Lazar Tomanovic (1907–1910)